# Búza téri székesegyház
A miskolci Nagyboldogasszony-székesegyház (gyakran Búza téri templom) a görögkatolikus rítust követő Miskolci egyházmegye főtemploma. Székesegyházi rangját 2011-ben kapta, amikor Miskolc újra görögkatolikus püspöki székhely lett. Az épület stílusa premodern, neogótikus elemekkel. 1911-ben szentelték föl.

## Története
Miután a 18. század első felében görögkatolikus vallású ruszinok és szlovákok települtek be Miskolcra, hamarosan felmerült az igény templom építésére a város belső területein. Ezt először az eperjesi görögkatolikus püspök kérvényezte az 1800-as évek elején, eredmény nélkül. Az eltelt évtizedek alatt annyira megnövekedett a hívők száma, hogy ismét felmerült a templomépítés gondolata, és 1900. augusztus 20-án megalakult a miskolci egyházközség is. Az istentiszteleteket eleinte a Szeles utcai parókia imatermében, majd a Minorita templomban tartották – magyar nyelven (addig az egyházi szláv nyelv volt a hivatalos). Az egyházközség első lelkésze Schirilla Szólon Andor (1881–1943) volt. A templom alapkövét 1910. május 22-én helyezték el a Miskolc városa által adományozott telken. A templom Galter János tervei alapján épült, Hricz József építész kivitelezésében. A felszentelésére 1911. augusztus 15-én, a címünnepen, Boldogasszony napján került sor – tízezres tömeg jelenlétében.
2011-ben Miskolc újra görögkatolikus püspöki székhely lett, egyúttal XVI. Benedek pápa a Miskolci Apostoli Exarchátus püspök exarchájává Orosz Atanáz dámóci szerzetest, a Központi Papnevelő Intézet propedeutikus elöljáróját nevezte ki. Ezzel összefüggésben a templom székesegyházi rangot kapott.

## Leírása
A templom külső megjelenésében bizánci vonásokat lehet felfedezni. Főhomlokzata – természetesen – keletre tájolt. Központi, előreugró főtornyát két oldalról alacsonyabb lépcsőtornyok fogják közre. Érdekesség, hogy a négyszög alaprajzú torony süvege hatszög alaprajzú, a tetején pedig az a kettős kereszt áll, amelyet a miskolci ortodox egyházközség ajándékozott a templomnak. A történet szerint az ortodox templom teteje megsérült egy 1875-ös viharban, és a helyreállítást a szerb király vállalta. Mire azonban a kereszt – jókora késéssel – megérkezett, a torony és a dísze már állt, így az ajándékot átadták a görögkatolikus templom számára. A templom alaprajza latin kereszt formájú, főhajója egyszerű kiképzésű, kereszthajója alacsonyabb nála. 
A templombelsőt háromszakaszos csehsüvegboltozat fedi, néhol szecessziós virágmintákkal dekorált. Gazdagon díszített, 19 képből álló ikonosztázát az első parókus vázlatai alapján a Rétay és Benedek műintézetben készítették 1918-ban. Az ikonosztázion fölött a diadalív középső részén Szűz Mária tartja ölében a Kisdedet, két oldalt pedig szentek láthatók. A templomot „Istenszülő elszenderülése” titulusra keresztelték.

## Harangok
A toronyban ma három harang lakik:

### Nagyharang
920 kg-os, 115 cm alsó átmérőjű, e1 alaphangú, a Pócsi Boldogasszony tiszteletére szentelték. Öntötték Seltenhofer Frigyes Fiai Sopronban, 1912-ben. A templom egyetlen harangja, amely mindkét világháborút átvészelte. Egyik oldalán a pócsi Mária-kép látható, alatta felirat: „ÜDVÖZLÉGY MÁRIA”. Alsó pártázatán: „ÖNTÖTTÉK: SELTENHOFER FRIGYES FIAI HARANGÖNTŐ-GYÁRÁBAN SOPRONBAN. 1912.” Másik oldalán a gyári szám: „2912. SZ”.

### Középharang
310 kg-os, 80 cm alsó átmérőjű, a1 hangú. Gombos Miklós öntötte Őrbottyánban, 1995-ben. Elődjét az első világháborúban elrekvirálták, a második világháborúban meghagyták ugyan, de repesz által megsérült. A háború elmúltával 1949-ben újjáöntötték Szlezák Ráfael harangöntőnél. 1995-re ismét megrepedt, Gombos Miklós harangöntő készítette el az új harangot. Egyik oldalán Szent Miklós püspököt ábrázoló kép van. Alatta a korábbi harang felirata: „AZ 1848-IK SZABADSÁGHARC ÉS VASVÁRI PÁL CENTENÁRIUMA EMLÉKÉRE 1925.” Másik oldalán: „ÚJRAÖNTÖTTE GOMBOS MIKLÓS ŐRBOTTYÁNBAN A MISKOLC-BÚZA TÉRI GÖRÖG KATOLIKUS TEMPLOM RÉSZÉRE 1995”. 

### Kisharang
100 kg-os, 56 cm alsó átmérőjű, e2 alaphangú. Az Ecclesia Harangművek öntötte 1925-ben Budapesten, az első világháborúban elrekvirált harang pótlásául. Egyik oldalán kép: Szent Antal, alatta felirat:
„ELHUNYT HŐSEINK EMLÉKÉRE”.

### A harangok története
1912-ben négy harangot húztak fel a toronyba: 920, 522, 292 és 100 kg tömegekkel, Pócsi Boldogasszony, Keresztelő Szent János, Szent Miklós és Szent Antal tiszteletére szentelve. Ezeket a harangszékkel együtt a soproni Seltenhofer öntöde készítette. A három kisebb harangot az első világháború idején rekvirálták el. 1925-ben történt meg a hiányzó harangok pótlása a bp-i Ecclesia Haragművek által: 569, 272 és 100 kg-os méretben. A második világháború során az 569 kg-osat foglalták le hadi célokra, a 272 kg-os pedig megsérült, használhatatlanná vált. A sérült harang pótlása már 1949-ben megtörtént, amelyet repedés miatt 1995-ben öntöttek meg újra. A második világháborúban lefoglalt 569 kg-os harang a mai napig nincs pótolva. 

### Harangozási rend
Szentliturgiák kezdetekor a három harang szól együtt 1 percig. A nagyharang reggel, délben és este 3 percig.

## Galéria

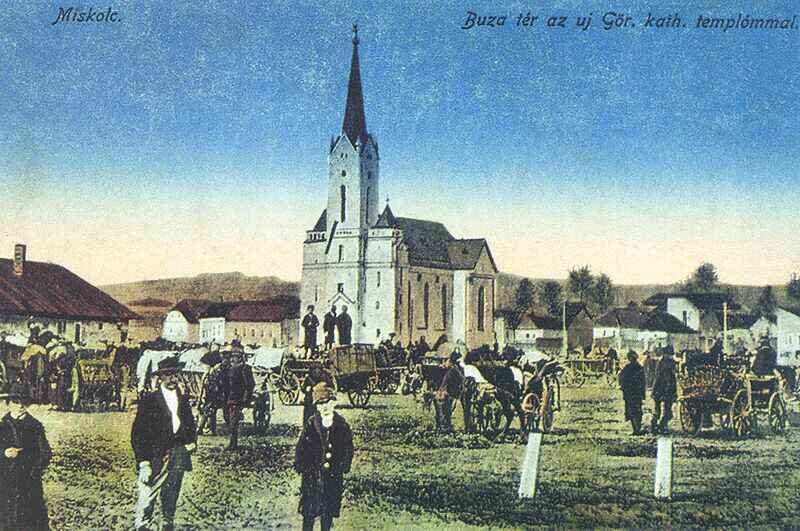
A Búza tér egy korabeli képeslapon
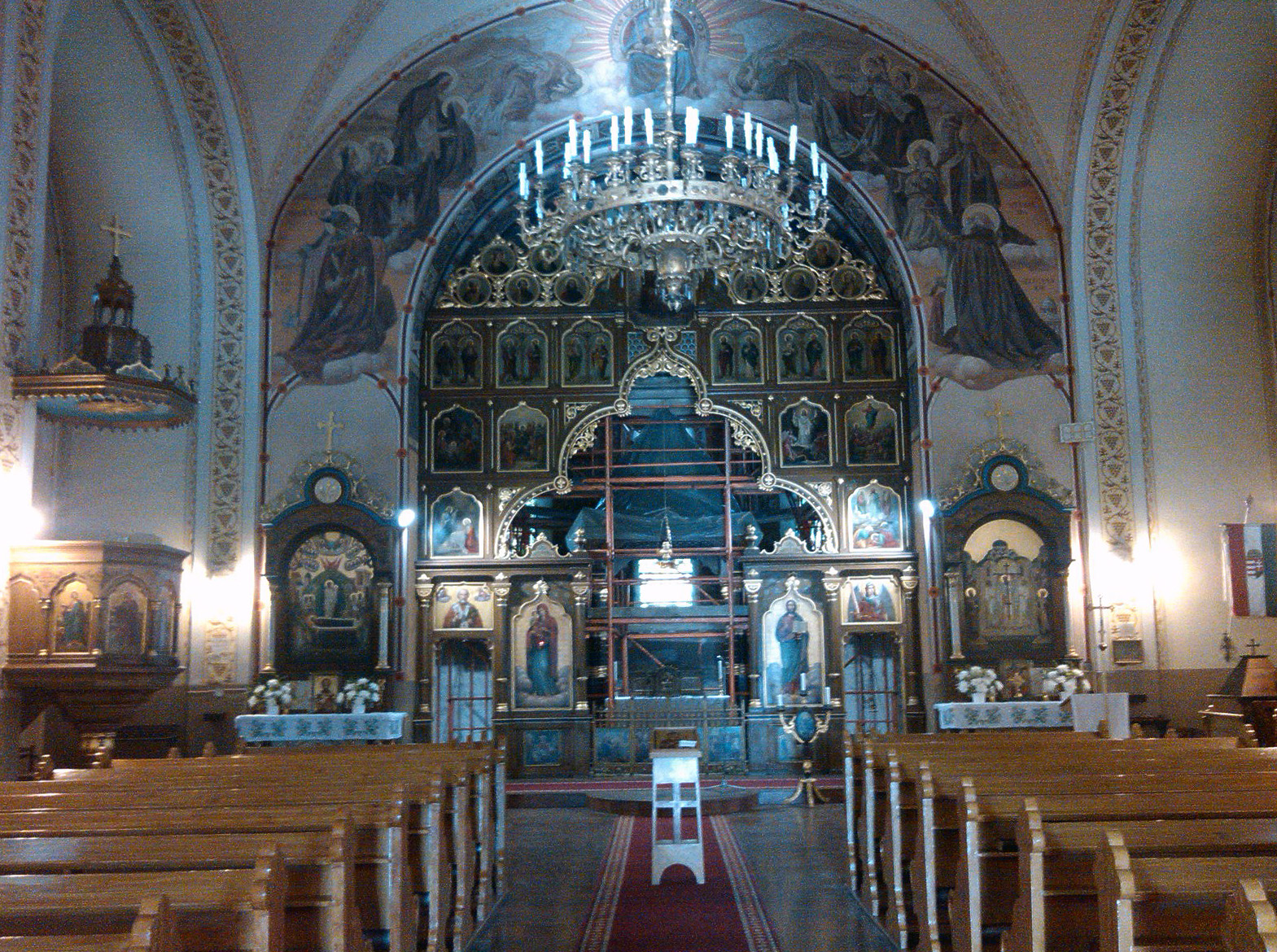
Az ikonosztáz
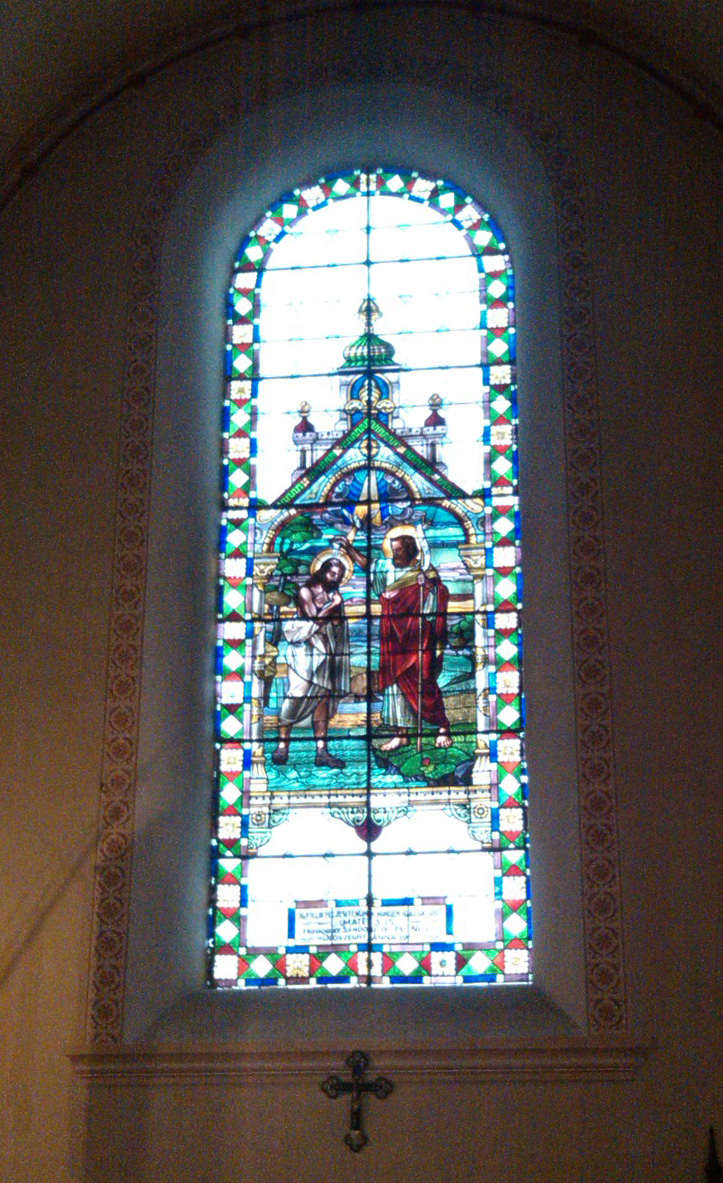
Díszes ablak